# Gustav Germanus Lüdke
Gustav Germanus Lüdke (* 23. November 1808 in Brunn (heute zu Wusterhausen/Dosse) bei Ruppin; † 1894 in Görlitz), auch Luedke, war ein deutscher Landwirt, königlich preußischer Amtsrat, Generalpächter der Staatsdomäne Amt Alt-Landsberg nordöstlich von Berlin sowie Rittergutsbesitzer des Gutes in Ober Schönfeld im Landkreis Bunzlau, jetzt Kraśnik Górny in Niederschlesien.

## Abstammung
Lüdke war der älteste Sohn des königlich preußischen Oberamtmanns Karl Friedrich Wilhelm Lüdke, Pächter des Rittergutes Brunn bei Neustadt (Dosse) sowie danach Pächter der Staatsdomäne Amt Alt-Landsberg, und seiner Ehefrau Eleonore Juliane Piefke (1788–1838), die auch „Laura“ genannt wurde, die 1806 geheiratet hatten.
Direkte Vorfahren sind der Havelsberger Domherr Matthäus Ludecus und der kurfürstlich brandenburgische Kanzler Johann Weinlob.
Er war verheiratet mit Louise Amalie Marie Elsner (1816–1893) und hatte drei Töchter und einen Sohn Richard Germanus Lüdke, der 1849 in Altlandsberg geboren und 1903 als Kommandeur des Landwehrbezirks Erfurt zum Oberst befördert wurde. Dieser war Vater des Generals und militärischen Befehlshabers während der Besetzung im Zweiten Weltkrieg in Dänemark Erich Lüdke,
Sein Bruder Julius Heinrich Lüdke (1817–1892) wanderte etwa im Jahre 1842 nach Schlesien aus und übernahm die Verwaltung des Gutes des Grafen Franz von Zawadzki in Ponischowitz bei Gleiwitz. Dieser heiratete 1854 Anna Euphemia Gemander (1826–1908), die Schwester des späteren Rittergutsbesitzers und Amtmanns Anton Gemander (1822–1889), mit dem er das Karl Godulla gehörende Gut Bujakow im Kreis Beuthen seit 1851 bewirtschaftete. Der Schwager war Generalbevollmächtigter des Zinkkönigs und Wirtschaftsführers in Oberschlesien Karl Godulla (1781–1848). Im Jahre 1873 wird der „Direktor“ Lüdke als Bevollmächtigter des Gutes Bujakow, das eine Größe vom 3096 Morgen hatte, genannt.

## Beruflicher Werdegang

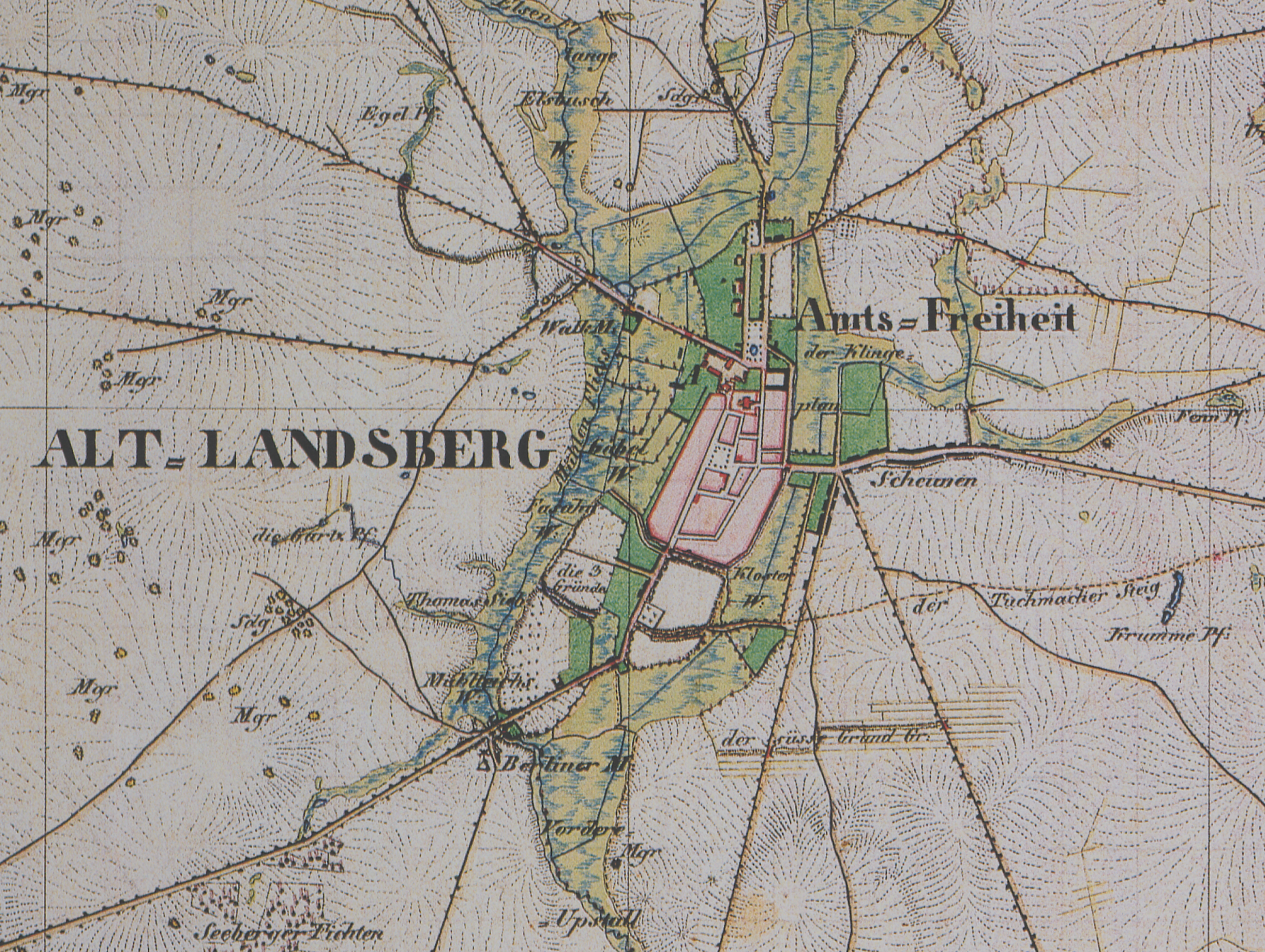
Altlandsberg auf dem Urmesstischblatt 3448 Altlandsberg von 1839.

Als Lüdke geboren wurde, war sein Vater Pächter des Rittergutes Brunn, das in der jetzigen Gemeinde Wusterhausen/Dosse liegt. Ab dem Jahre 1823 hatte der Vater das Generalpachtverhältnis bezüglich des zum Amte Alt-Landsberg gehörigen Königlich-Domänen-Vorwerks Alt-Landsberg mit den unmittelbar daran grenzenden Neben-Vorwerken Wolfshagen und Neu-Werk nebst einer Brau- und Brennerei und mehreren Familienwohnungen übernommen. Der Domänenpächter hatte 2615 M Acker, 45 M Gärten und Weiden, 260 M Wiesen und 56 M Holzung, zusammen 2977 M zur Benutzung. Der Pächter wurde gleichzeitig zum „Rent- und Polizeibeamten und zum Rendanten der Gerichtsdepositorii“ mit Sitz in der Stadt Altlandsberg (Landkreis Märkisch-Oderland), Brandenburg bestellt.
Im Jahre 1833 wurde der Pachtvertrag für die Zeit von 1833 bis 1863 verlängert.
Der Vater Lüdke verstarb schon 1834. Aufgrund eines Ministerial-Rescripts vom 10. Oktober 1835 wurde der Witwe unter Beistand ihres ältesten Sohnes „Gustavus Germanus Lüdke“ das Pachtobjekt überlassen; doch wurde im Jahre 1836 mit beiden ein besonderer Kontrakt für die bezeichnete Zeit geschlossen. Nach dem Tode der Mutter im Jahre 1838 hat Gustav Lüdke das Amt bis 1863 allein ausgeübt.
Lüdke betätigte sich auch im Vorstand des Landwirtschaftlichen Vereins zu Alt-Landsberg, der 1847 gegründet wurde, als Vorsteher. Zweck des Vereins war „die gegenseitige Belehrung und Anregung im Gebiete der Landwirtschaft“. Die Protokolle zeigen, dass schon in der Mitte des 19. Jahrhunderts die Landwirtschaft in Preußen geprägt war durch eine wissenschaftliche Begleitung und Belehrung der Landwirte, die nicht nur wirtschaftliche Beziehungen zu den preußischen Ländern, sondern auch zum „Ausland“ hatten. So führte z. B. Lüdke in einer Versammlung aus, dass die von ihm gekauften Oldenburger Fersen sehr schwache Kälber brachten.
Lüdke kaufte nach Beendigung des Pachtverhältnisses im Jahre 1863 das herrschaftliche Rittergut Ober Schönfeld bei Bunzlau/Niederschlesien für 114.000 Thaler, wovon 20.000 Thaler auf das Inventar fielen. Damit folgte Lüdke offensichtlich seinem Bruder Julius Lüdke, der schon vorher nach Schlesien gezogen war. Lüdke verkaufte das Gut 1878 an den königlich-preußischen Major z. D. von Graevenitz. Dieser verkaufte es 1881 an den Agrarwissenschaftler Armin Graf zur Lippe-Weißenfeld (1825–1899). Der letzte Besitzer vor 1945 war der Generalmajor Jobst Hermann Prinz Lippe Weissenfeld. Den Krieg 1945 überlebte das Gut ohne Schaden. Von seinen Eigentümern verlassen und von der Bevölkerung geplündert, gerieten die Gebäude alsbald in Verfall. Der endgültige Abriss des Palastes erfolgte 1976.
Das Gut besaß eine Brennerei und 1221 Morgen Land.

## Stammbaum
Es wird auf den Stammbaum von Florian Seiffert verwiesen.